# 公立阿伎留医療センター
公立阿伎留医療センター（こうりつあきるいりょうセンター）は、東京都あきる野市にある医療機関。あきる野市・日の出町・檜原村で構成する一部事務組合、阿伎留病院企業団が運営する公立の病院である。災害拠点病院であり、二次救急指定病院でもある。

## 沿革
1923年（大正12年）6月9日、西多摩郡西秋留村、多西村、平井村、増戸村及び五日市町の1町4村により「西秋留村外四ケ町村病院組合」が設立され、1925年（大正14年）4月10日、西秋留村引田に21床の単独伝染病院を開院。1933年（昭和8年）11月3日、 東秋留村及び大久野村の組合加入により、組合の名称を「阿伎留病院組合」に改める。当初は赤痢など伝染性の病気の治療が主だったが、戦後、結核が蔓延するとともにその治療に重点がおかれ、その後、一般疾病の治療が主となり現在に至る。町村合併、組合新規加入等により、現在は秋川流域のあきる野市、西多摩郡日の出町、同檜原村の1市1町1村で構成する阿伎留病院企業団が運営する。 

### 年表
- 1925年（大正14年）4月10日 - 西秋留村引田13番地に単独伝染病院を開院（伝染病床21床）
- 1972年（昭和47年）5月27日 - 現在地（当時、秋多町引田78番地）の新病院に移転し診療業務を開始。
- 1983年（昭和58年）4月14日 - 「総合病院」の承認
- 1997年（平成9年）8月26日 - 東京都災害時後方医療施設・災害拠点病院(国)の指定。
- 2002年（平成14年）12月9日 - 公立阿伎留病院経営改善計画の策定
- 2004年（平成16年）5月1日 - 単独型臨床研修病院として医師臨床研修を開始する。
- 2005年（平成17年）8月22日 - 財団法人日本医療機能評価機構から病院機能評価(Ver4.0)の認定を受ける。
- 2006年（平成18年）3月31日 - 公立阿伎留病院建設工事竣工
- 2006年（平成18年）8月1日 - 病院の名称を「公立阿伎留医療センター」に改め、新病棟をオープンする。

## 診療科等
内科系
- 内科
- 生活習慣病内科
- 神経内科
- 呼吸器内科
- 消化器内科
- 循環器内科
- 腎臓内科
- 血液内科
- リウマチ科
- 小児科

外科系
- 外科
- 乳腺外科
- 呼吸器外科
- 脳神経外科
- 整形外科
- 皮膚科
- 泌尿器科
- 産婦人科
- 眼科
- 耳鼻咽喉科

歯科系
- 歯科口腔外科

中央診療部門
- 放射線科
- 麻酔科
- リハビリテーション科

院内標榜科目
- 救急科
- 緩和ケア科

地域医療連携室

## 専門医療
- 人間ドック
- 神経内科外来
- 糖尿病外来
- リウマチ外来
- 呼吸器(HOT)外来
- 循環器外来
- 腎臓外来
- 皮膚科アレルギー外来
- 皮膚科凍結療法外来
- 皮膚科真菌外来
- 小児科乳幼児検診・予防接種
- 血液浄化療法

## 医療機関の指定等
- 保険医療機関
- 救急告示医療機関
- 休日・全夜間診療事業実施医療機関（内科系・外科系）
- 労災保険指定医療機関
- 母体保護法指定医の配置されている医療機関
- 生活保護法指定医療機関
- 入院助産施設
- 身体障害者福祉法指定医の配置されている医療機関
- 原子爆弾被害者一般疾病医療取扱医療機関
- 結核指定医療機関
- 東京都肝臓専門医療機関
- 東京都災害拠点病院
- 財団法人日本医療機能評価機構認定病院
- 東京都脳卒中急性期医療機関
- 臨床研修指定病院（管理型）

## 交通アクセス
- JR五日市線武蔵引田駅より徒歩5分
- JR五日市線秋川駅北口より西東京バス福23系統、「阿伎留医療センター」下車
- JR青梅線福生駅西口より、西東京バス福23系統、「阿伎留医療センター」下車
- JR五日市線秋川駅北口よりあきる野市コミュニティバス「るのバス」、「阿伎留医療センター」下車
- JR五日市線武蔵五日市駅よりあきる野市コミュニティバス「るのバス」、「阿伎留医療センター」下車